# خولیو سزار چاوس
خولیو سزار چاوس گونسالس (اسپانیایی: Julio César Chávez González‎; تلفظ اسپانیایی: [ˈxuljo ˈsesaɾ ˈtʃaβes ɣonˈsales]؛ زادهٔ ۱۲ ژوئیهٔ ۱۹۶۲) بوکسور حرفه‌ای اهل مکزیک است. او را برترین بوکسور تاریخ مکزیک و یکی از بزرگترین بوکسورهای تاریخ دانسته‌اند.
خولیو سزار چاوس در سه وزن متفاوت شش بار قهرمان جهان شده‌است و در رتبه‌بندی‌های پوندبه‌پوند بارها به عنوان برترین بوکسور فعال برگزیده شده‌است.